# Monumento a Arriaga

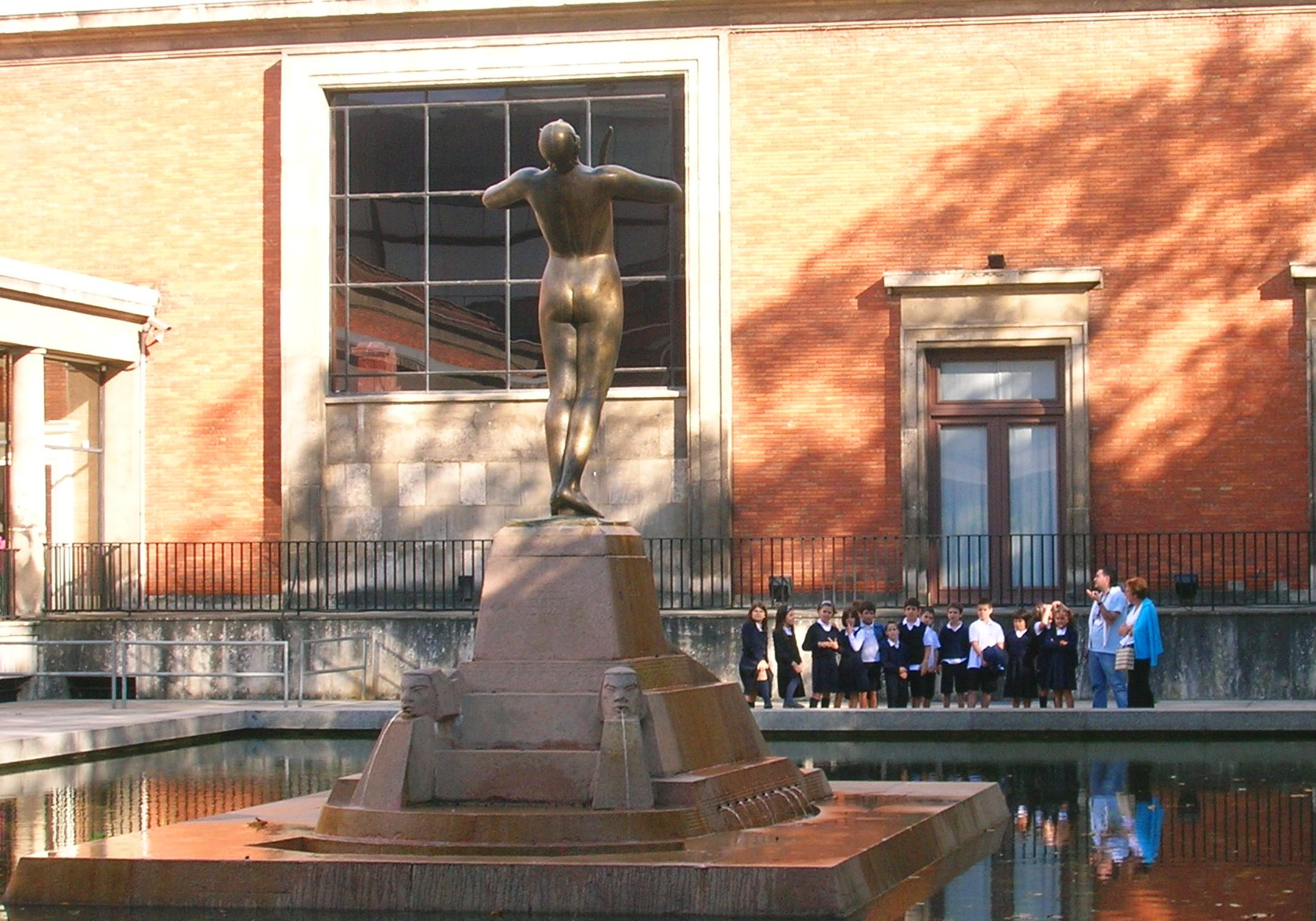
Un grupo escolar contempla el monumento en su ubicación actual.

El monumento a Arriaga está dedicado al músico Juan Crisóstomo Arriaga, y se halla en Bilbao, en el parque de Doña Casilda, junto al Museo de Bellas Artes de Bilbao. Es obra del escultor Francisco Durrio de Madrón.

## El proyecto
En marzo de 1905 se elevó al Ayuntamiento de Bilbao una moción para erigir un monumento en homenaje a Arriaga, con motivo del centenario de su nacimiento, que se iba a cumplir en enero de 1906. Al concurso se presentaron diversos artistas, entre ellos Nemesio Mogrobejo, Quintín de Torre e Higinio Basterra. Sin embargo, el proyecto ganador fue el de Francisco Durrio, el cual se había presentado fuera de plazo. En enero de 1906 se colocó la primera piedra del monumento en el Paseo Campo de Volantín, pero fue un acto meramente formal, para festejar el centenario del músico, pues el diseño estaba aún por definir. 
El contrato se firmó el 13 de enero de 1907, con compromiso de finalización para el 27 de enero de 1908. Al poco tiempo de esta fecha Durrio marchó a París, estableciéndose en esa ciudad. Incapaz de acabar el proyecto en el plazo señalado, solicitó una prórroga, que le fue admitida. Se estableció la nueva fecha en el 31 de diciembre de 1909.

## Polémica por el retraso
Tampoco esta nueva fecha fue respetada por Durrio. Finalmente, en 1911 el artista presentó el pedestal y la figura en París. El ayuntamiento de Bilbao comenzó a impacientarse, apremiando al artista. Numerosas personalidades artísticas de la capital vizcaína salieron en defensa de Durrio: Aurelio Arteta, el propio Quintín de Torre (que había competido con Durrio para la realización del proyecto), Antonio de Guezala, Gustavo de Maeztu y Ángel Larroque firmaron un escrito conjunto en el que solicitaban al consistorio no apremiar al artista.
Llegado el año 1932, y viendo el ayuntamiento que el monumento no acababa de realizarse, decidió que fuera un discípulo de Durrio, Valentín Dueñas finalizara la obra, según la concepción de aquel.

## Inauguración de la obra

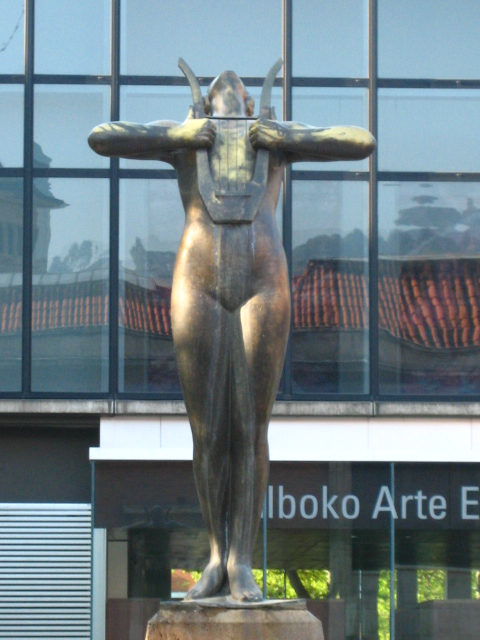

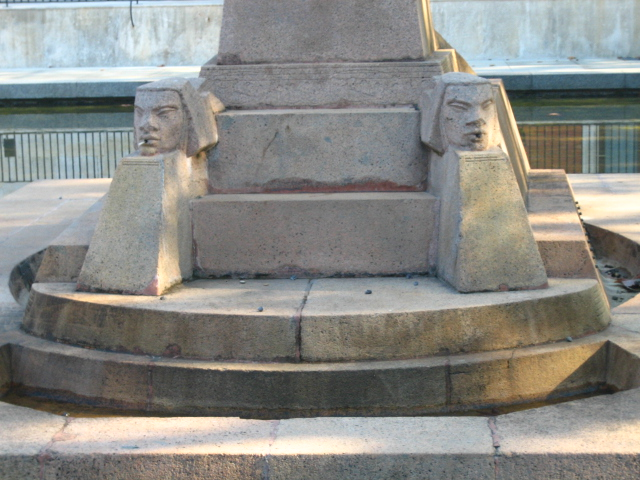
Detalle de la base del monumento.

El monumento no se hizo realidad hasta 1933; para entonces, el lugar inicialmente previsto en Campo de Volantín se había ocupado con edificios, por lo cual se eligió otra ubicación en el parque Casilda Iturrizar, más en concreto en la zona de la Pérgola. Para celebrar la inauguración, el sábado 12 de agosto de 1933 la Orquesta Sinfónica de Bilbao dio un concierto en el Teatro Buenos Aires de Bilbao, y la Banda Republicana de Madrid dio sendos conciertos el sábado 12 y el domingo 13. Por fin, en la mañana del domingo 13 de agosto se presentó la obra. Estuvieron en el acto, entre otros, el alcalde de Bilbao Ernesto Ercoreca Régil; el autor, Francisco Durrio, con su esposa; así como el autor material de la obra, Valentín Dueñas. Por la tarde la celebración se cerró con una corrida de toros. Y el viernes 18 la Asociación de Artistas Vascos homenajeó a Durrio en el Chacolí Popular de Archanda.
El emplazamiento del monumento no resultó convincente, y poco después fue trasladado a otra zona del parque, detrás del Museo de Bellas Artes.
La obra representa la figura desnuda de Euterpe, musa de la música, que llora la temprana muerte de Arriaga. Sujeta una lira contra su pecho, de la que mana agua. Elevada sobre la punta de los pies, eleva el rostro hacia las alturas. La base del monumento acoge unas figuras meditando, de cuya boca mana el agua, así como varios pájaros en un pentagrama.

## La polémica

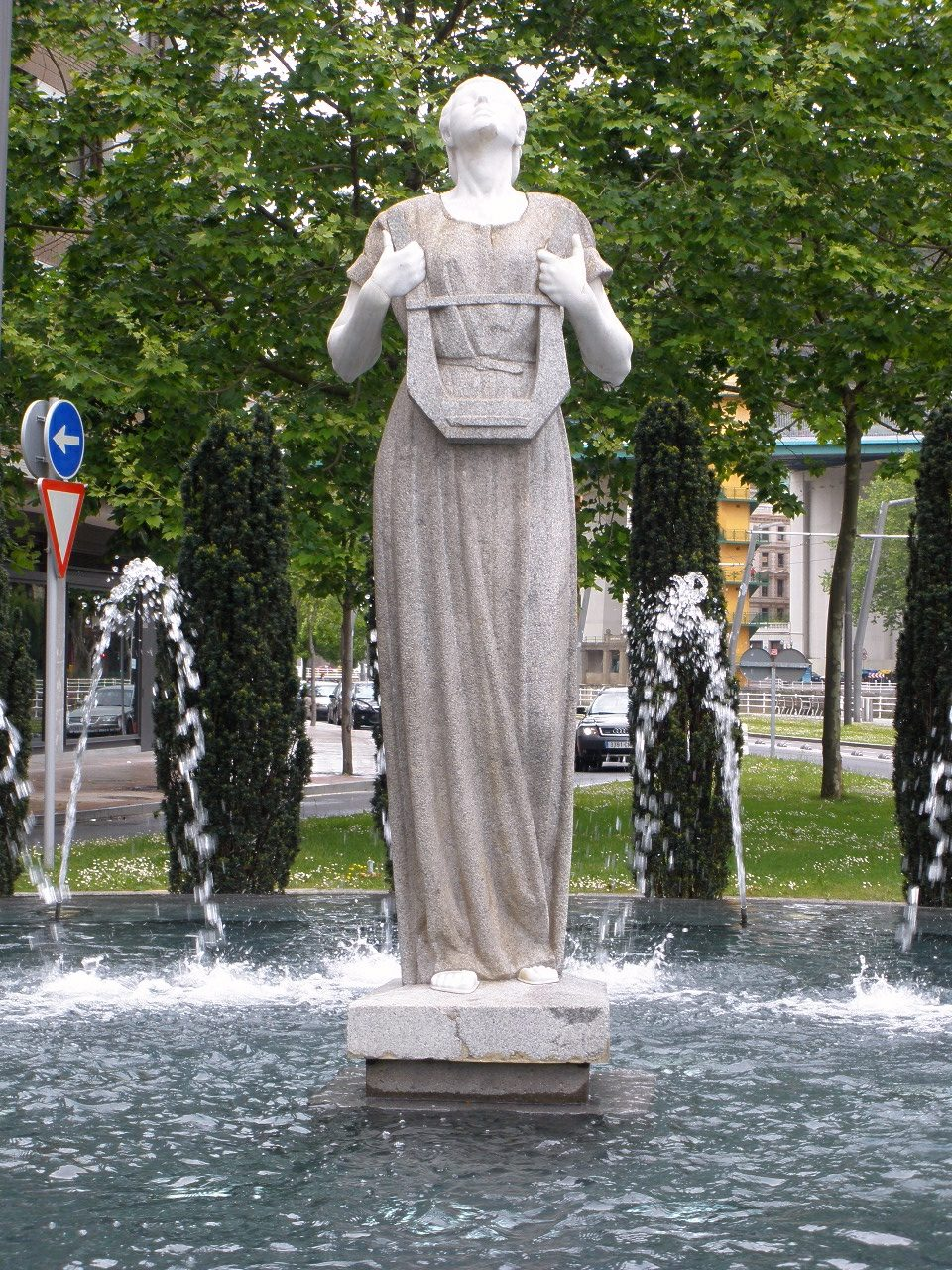
Euterpe, obra de Enrique Barros.

En 1948 el diario La Gaceta del Norte comenzó una campaña en contra del monumento, arguyendo que el que la figura de la musa estuviera desnuda avivaba bajas pasiones. Finalmente el consistorio cedió, y la escultura de Euterpe fue retirada del lugar, depositándose en los almacenes del cercano museo.
Para sustituir a la figura de Durrio se recurrió al artista Enrique Barros, quien realizó una figura, en similar actitud, sujetando una lira, pero vestida.

## Restauración
Finalmente, en la primavera de 1975 el Ayuntamiento decidió devolver a la desnuda figura a su lugar original, quedando depositada en un sótano esta vez la figura vestida de Barros. 
En 1999 una definitiva restauración de todo el conjunto ha permitido que el monumento luzca tal y como lo concibió Durrio, con el agua brotando a través de la lira de la musa, a modo de lágrimas por el fallecimiento del insigne músico.
Recientemente, la figura vestida de Euterpe ha sido colocada en el centro de una fuente, que decora una de las plazas surgidas en la remodelación de los márgenes de la ría llevados a cabo en los últimos tiempos en la capital vizcaína, en concreto en el final del paseo de Uribitarte.